# Torre del Palacio de Antella
La torre del palacio de Antella es el único elemento que persiste del antiguo palacio señorial de Antella, construido durante los asentamientos árabes, de grandes proporciones y dotado de grandes cámaras. El palacio señorial se levantaba frente a la plaza de la Iglesia, con una fachada de 34 metros y una trasera recayente a la acequia de la población. De este edificio, que se sabe contaba con grandes aposentos, almácera propia, cuadras, granero, etc.
Es bien de interés cultural con número R-I-51-0010661.
Se trata de una potente construcción (en ladrillo y mampostería) de planta cuadrada y unos seis metros de lado en su base. Cuenta con planta baja y tres pisos, sala superior abovedada y terraza a la que se accede por escalera helicoidal interior. Una pequeña atalaya corona el edificio. Su estado de conservación es bastante bueno, a pesar de no haber sido reconstruida.
Bajo la protección de la Declaración genérica del Decreto de 22 de abril de 1949, y la Ley 16/1985 sobre el Patrimonio Histórico Español; con la anotación nº R-I-51-0010661, desde el año 2001.

## Localización
El palacio señorial de Antella se encuentra embebido en uno de los edificios de la plaza principal, en la Plaza Mayor 3, situado frente a la iglesia de la localidad del mismo nombre, en la comarca de la Ribera Alta de la provincia de Valencia.
El antiguo palacio señorial de la baronía estaba situado dentro del núcleo urbano, frente a la iglesia. Tenía fachada de 34 metros de longitud y recayendo por delante a la plaza Mayor y por detrás a una acequia. En el año 1845, según cuenta Pascual Madoz, la torre del palacio servía de miramar a fin de disfrutar del panorama de la perspectiva que de allí se ofrecía. Se refiere también al palacio diciendo que se trata de un edificio de grandes dimensiones, con salones y otras dependencias, viviendas interiores, un oratorio, grandes caballerizas, una almácera y una prisión pública.

## Historia
Los orígenes de Antella se remontan a un poblado musulmán anterior a la conquista llamado Xarquía, que tuvo que ser abandonado por las continuas inundaciones del río Júcar. Sus pobladores construyeron la nueva villa en un lugar más elevado sobre el cauce del río. Uno de los primeros señores de Antella fue Guillem de Fabra, a quien Pedro III el Grande, hijo de Jaime I, le dona el lugar de Antella como premio por haberle ayudado a someter a los moros de Alcoy y de Cocentaina, que se habían sublevado bajo el mando de Al-Azraq, a finales de julio y principios de agosto del año 1276, se ignora si Guillem de Fabra residió en el palacio, pues también le fueron donados otros lugares como Tous y Carlet. El rey Martín I vendió a Joan Gascó en el año 1408 una serie de derechos sobre Antella; siguiendo esta práctica el rey Juan II, en 1467, vendió a Miquel Joan Cerveró la jurisdicción militar y civil sobre éste y otros lugares. En 1568 se le concedió el título de barón de Antella al caballero Miquel Salvador. En 1609 fueron expulsadas ciento setenta familias moriscas que lo habitaban. El 22 de julio de 1610, Francisco Salvador Marrades (tercer barón de Antella), concedía puebla para su repoblación a cincuenta y siete familias de cristianos, obligándoles a satisfacer un elevado tributo en frutos. Aunque casi todos los barones de Antella residían en Valencia, el quinto barón, Vicente Castellví, residió al menos gran parte de su vida. Según cuenta la tradición a este último en la capilla del palacio se le apareció el Cristo de "La Agonía", el cual le dijo que colocara su imagen en la ermita que se habría de fundar. Posteriormente el título pasó a las familias Dassió, Ferrer de Próxita, Roca, Ortiz de Rodrigo y Rovira. Antella, pese al cambio de ubicación ha sufrido diversas inundaciones, algunas de las cuales afectaron profundamente a la población en el siglo XIX.
La estructura de la torre es típicamente mudéjar, por lo que ha sido datada de tiempos anteriores a la Reconquista, y fue aprovechada posteriormente como elemento defensivo del desaparecido palacio señorial.

## Descripción
Se trata de una robusta torre de ladrillo y mampostería cuya construcción se remonta a tiempos anteriores a la Reconquista, y que fue reutilizada en el, hoy día, desaparecido palacio señorial de Antella.
Del palacio únicamente queda hoy la torre que se encuentra en una de las ocho viviendas que han sustituido al palacio. La potente torre tiene de base 6 x 5,57 metros, midiendo sus muros en planta baja 1,25 metros de espesor y una altura de más de 32 metros. En un dintel de una ventana de esta planta hay una muestra de la variedad de baldosines de cerámica con que estaban adornadas sus paredes interiores. La primera sala de la torre, cuyo acceso se realiza por dentro de la casa adosada tiene una altura de 2,70 metros y una superficie de 10,70 metros cuadrados. A través de una escalera que conduce a una dependencia situada fuera del recinto de la torre, se inicia la ascensión a la misma, teniendo que regresar al primer piso de la torre cuyas medidas interiores son 4,55 x 5,30, bajando tres peldaños de una pequeña escalera de madera. Esta sala, que es la más alta de las cuatro, que tiene en total, termina en una bóveda, protegida con un arco ovalado, siendo su altura superior a 10 metros. En el ángulo bajo que mira al este y en un espacio de 1,45 metros cuadrados, se inicia la escalera de caracol, que formada por peldaños de piedra de sillería nos permite subir hasta el mirador atalaya que corona la cima de la torre. Por esta escalera, que recibe luz del exterior por medio de dos pequeños ventanales, se continúa subiendo hasta el piso superior, cuyas medidas son iguales al de abajo, pero su altura disminuye a 7 metros. En esta sala se encuentran bancos de obra adosados a las paredes. Se continúa subiendo por la estrecha escalera hasta llegar al último piso, que mide 5,10 x 5,83 y tiene un tejado en desnivel desde el noroeste con una altura de 7,50 metros hacia el sudeste cuya altura es de 5 metros. Desde esta planta se divisa una bella panorámica por los cuatro puntos cardinales, existiendo una pequeña atalaya sobre el tejado, de 1,65 metros de larga, desde donde se observa la parte norte, que era la única vía de acceso a la población.